# 廖可兑
廖可兑（1916年1月12日—2001年），男，汉族，湖北武昌人，中国戏剧文学家、教育家，欧美戏剧研究家，中央戏剧学院教授，中国戏剧家协会理事。著有《西欧戏剧史》。